# Отбранителен рубеж
Отбранителен рубеж (рубеж, линия на отбраната) е определен от командването (ръководството) рубеж (линия, позиция, обект) на местност (територия) за успешна отбрана от противника, удобен за водене на военни (бойни) действия в течение на необходимото време, а също полоса (участък, обект) от местността, заета или подготвена в инженерно отношение към заемане от войски за водене на отбранителни военни (бойни) действия с цел чрез упорно съпротива да се разбие или проточи настъплението на превъзхождащите сили на противника с по-малки сили на даденото направление, като с това се осигури свобода на действие на своите войски на други направления или на това направление, но в друго време.
Може да се нарича и: Отбранителна полоса (полоса на отбраната), Отбранителна линия (линия на отбраната) или Отбранителен участък (участък на отбраната).
Отбранителният рубеж е разделен на участъци. Оборудва се с позиции на определена дълбочина и с опорни пунктове и се заема от войските.
Пример: Ржевско-Вяземският отбранителен рубеж – комплекса от полеви и дълговременни отбранителни съоръжения и инженерни заграждения, е построен на 250 – 300 километра западно от столицата на СССР – Москва, в периода юли – септември 1941 г., в тила на 1-вия оперативен ешелон на войските на Западния фронт на РККА по линията Ржев – Вязма – Киров, за защита от войските на Третия райх.

## Видове
| „                                                           | Следва да се отбележи, че приграничният отбранителен рубеж преминава от Балтийско море до границата със Западния специален военен окръг и се простира на дължина около 350 km. На първо време са построени на този рубеж 160 батальонни района, в системата на които са създадени до 2000 бетонни дълговременни съоръжения и над сто километра противотанкови препятствия. Освен това, дълговременни съоръжения са планирани за строеж и на островите Езел и Даго, където основните работи се водят със силите на Червенознаменния Балтийски флот. | “ |
| В. Ф. Зотов, Инженерное обеспечение боевых действий фронта. | |   |

### Според мащаба
Според мащабите им се различават:
- стратегически[4]
- оперативен
- тактически

### Според формированията
Според формированията се различават:
- фронтови – полоса от местността в дълбочина на отбраната на фронт, оборудвана в инженерно отношение и предназначена за препятстване на последващото придвижване на вклинилите се групировки войски на противника, пробили оперативната зона на отбраната, и осигуряваща разгръщането на войските, нанасящи контарудар.
- армейски – полоса от местността в дълбочина на отбраната на армия, оборудвана в инженерно отношение и предназначена за препятстване на последващото придвижване на вклинилите се групировки войски на противника, пробили тактическата зона на отбраната, и осигуряваща разгръщането на войските, нанасящи контарудар.
- корпусен – полоса от местността в дълбочина на отбраната на корпус, оборудвана в инженерно отношение и предназначена за препятстване на последващото придвижване на вклинилите се групировки войски на противника, пробили тактическата зона на отбраната, и осигуряваща разгръщането на войските, нанасящи контарудар.
- и т.н.

### Според разположението
Според разположението се различават:
- първи[1]
- втори[1]
- и т.н. (в хода на щурма на Берлин, съветските войски преодоляват 7 отбранителни рубежа)

### По време
Според времето на създаване се различават:
- нов[5]
- стар

### Според предназначението
Според предназначението се различават:
- главен (основен) – предназначен е за решаващ отпор на противника, и получава най-доброто инженерно развитие и включва всички основни сили и средства за отбрана от противника.
- спомагателен (допълнителен) – предназначен е за ограничаване на достъпа в дълбочината на отбраната от навлезлите подвижни формирования на противника, тяхното спиране (разгром) и служи за изгоден изходен рубеж за нанасянето на решителни контрудари от дълбочина.
  - междинен – изгоден в оперативно-тактическо отношение рубеж, който може да се подготви в оперативната дълбочина на отбраната. В зависимост от предназначението и характера на местността на междинния отбранителен рубеж могат да се създават няколко полоси на отбрана.
  - ограничен[1]
  - краен (последен, финален)[1]